# Ixia
Ixia es un género de plantas perennes y bulbosas, nativo de Sudáfrica y perteneciente a la Familia Iridaceae. 

## Descripción
Presenta flores actinomorfas y hermafroditas. Son plantas caducas, de hojas ensiformes, arrosetadas en la base del tallo. El perigonio está compuesto por 6 tépalos unidos en la base formando un tubo, con los lóbulos subiguales, extendidos. Las flores presentan 3 estambres, el ovario es ínfero y el estilo se halla dividido en 3 ramas filiformes. Las flores se disponen en racimos o espigas terminales. El fruto es una cápsula dehiscente por 3 valvas. Las especies de este género vegetan en invierno, florecen en primavera y se hallan en reposo durante el verano. Varias especies e híbridos de Ixia se cultivan como ornamentales.

## Taxonomía
El género fue descrito por Carlos Linneo y publicado en Species Plantarum, Editio Secunda 51. 1762. La especie tipo es: Ixia polystachya L. 
Etimología
Ixia: nombre genérico que deriva del griego: ἰξία (ixia) (= χαμαιλέων λευκός, (leukos chamaeleon)), el cardo de pino, Carlina gummifera, una planta no relacionada en las (margaritas) de la familia Asteraceae.

## Especies
- Ixia aurea J. C. Manning & Goldblatt
- Ixia acaulis Goldblatt & J. C. Manning
- Ixia brevituba G.J. Lewis
- Ixia brunneobractea G.J. Lewis
- Ixia campanulata Houtt.
- Ixia capillaris L. f.
- Ixia cochlearis G.J. Lewis
- Ixia collina Goldbl. & Snijman
- Ixia curta Andr
- Ixia curvata G.J. Lewis
- Ixia dubia Vent.
- Ixia erubescens Goldbl.
- Ixia esterhuyseniae De Vos
- Ixia flexuosa L.
- Ixia frederickii De Vos
- Ixia fucata
  - Ixia fucata Ker-Gawl, var. filifolia G.J. Lewis
  - Ixia fucata Ker-Gawl. var. fucata
- Ixia gloriosa G.J Lewis
- Ixia latifolia
  - Ixia latifolia Delaroche var. angustifolia G.J. Lewis
  - Ixia latifolia Delaroche var. curviramosa G.J. Lewis
  - Ixia latifolia Delaroche var. latifolia
  - Ixia latifolia Delaroche var. parviflora G.J. Lewis
  - Ixia latifolia Delaroche var. ramulosa G.J. Lewis
- Ixia leipoldtii G.J. Lewis
- Ixia leucantha Jacq.
- Ixia longituba N.E.Br.
  - Ixia longituba N. E. Br. var. bellendenii R. C. Foster
  - Ixia longituba N. E. Br. var. longituba
- Ixia lutea Eckl. var. lutea
- Ixia lutea Eckl. var. ovata (Andr.) B. Nord
- Ixia maculata
  - Ixia maculata L. var. fusco-citrina (Desf.ex DC) G.J. Lewis
  - Ixia maculata L. var. intermedia G.J. Lewis
  - Ixia maculata L. var. maculata
- Ixia marginifolia (Salisb) G.J Lewis
- Ixia metelerkampiae L. Bol.
- Ixia micranda
  - Ixia micranda Bak. var. confusa G.J Lewis
  - Ixia micranda Bak. var. micranda
  - Ixia micranda Bak. var. minor G.J Lewis
- Ixia monadelpha Delaroche
- Ixia mostertii De Vos
- Ixia odorata Ker-Gawl var. hesperanthoides G.J Lewis
- Ixia odorata Ker-Gawl var. odorata
- Ixia orientalis L.Bol.
- Ixia paniculata Delaroche
- Ixia patens
  - Ixia patensAit. var. linearifolia G.J Lewis
  - Ixia patens Ait var. patens
- Ixia pauciflora G.J Lewis
- Ixia polystachya
  - Ixia polystachya L. var. crassifolia G.J Lewis
  - Ixia polystachya L. var. lutea (Ker-Gawl) G.J Lewis
  - Ixia polystachya M. De Vos var. longistylus var. nova
  - Ixia polystachya L. var. polystachya
- Ixia pumilio Goldbl. & Snijman
- Ixia purpureorosea G. J Lewis
- Ixia rapunculoides
  - Ixia rapunculoides Del. var. flaccida G.J Lewis
  - Ixia rapuncuolides Del. var. namaquana (L.Bol.) G. J Lewis
  - Ixia rapunculoides Del. var. rapunculoides
  - Ixia rapunculoides Del. var. rigida G. J Lewis
  - Ixia rapunculoides Del. var. robusta G.J Lewis
  - Ixia rapunculoides Del. var subpendula G.J. Lewis
- Ixia rouxii G.J Lewis
- Ixia scillaris L. var. scillaris
- Ixia scillaris L. var. subundulata G.J Lewis
- Ixia splendida G.J. Lewis
- Ixia stohriae L. Bol.
- Ixia stolonifera G.J Lewis
- Ixia stricta (Eckl. ex Klatt) G. J Lewis
- Ixia tenuifolia Vahl.
- Ixia thomasiae Goldblo.
- Ixia trifolia G. J Lewis FP
- Ixia trinervata (Bak.) G. J Lewis
- Ixia vanzijliae L. Bol.
- Ixia versicolor G.J Lewis
- Ixia vinacea G. J Lewis
- Ixia viridiflora Lam.
  - Ixia viridiflora Lam. var minor De Vos
  - Ixia viridiflora Lam. var viridflora Thunb.